# 傑樂米·希拉里·波布
傑樂米·希拉里·波布（Jeremy Hillary Boob Ph.D.），是1968年的奇幻電影黃色潛水艇中的動畫角色，由Dick Emery配音。

## 電影情節
The Beatles 各成員前往保衛 Pepperland，免受 Blue Meanies 侵略。途中他們遇到一個長得像地松鼠的角色。他有棕色的毛、藍色的面和蓬鬆的兔尾，性格古怪浮誇。他住在 Sea of Nothing（或作Nowhere land）。他說話帶韻腳，並形容自己為"傑出的物理學家、通曉多種語言的古典學家、屢獲殊榮的植物學家、詞鋒銳利的諷刺家、天才鋼琴家、還是一名妙手牙醫"。他還擁有一個神秘的紫綠色物體，可以變成打字機、樹、畫架、鋼琴等等。他在大部分的時間中都在狂熱地從事藝術創作，如石像雕刻、寫書、作鋼琴曲、繪畫。
The Beatles 認為 Nowhere Man 很適合形容他，並當場唱了此曲。其後他感到他的生命十分空虛和寂寞，於是變得極度沮喪。當The Beatles準備離開時，Ringo 十分同情他，並邀請他同行，他欣然接受。
後來黃色潛水艇故障，他維修好後潛水艇運作過於暢順而自動飛走。他及後又被其中一名 Blue Meanies 綁架，被困在 Pepperland 直至 The Beatles 營救了他。他打敗 Blue Meanies 的首領，令他的全身長出花朵，證明 Nowhere Man 可以變作一名有意義的人。故事結束後他應是留在 Pepperland。

## 影射
Jeremy Hillary Boob應是一個模仿知識分子和博學家的滑稽角色，尤其是模仿導演喬納森·米勒和詩人 J. H. Prynne。

## 語錄
Ad hoc, ad loc and quid pro quo.　　為這事，為那事，這是為那事。
So little time－so much to know!　　我有太少時間，但想知太多事！
（George：Do you speak English?　　　　　　George：你會說英語嗎？）
Old English, Middle, a dialect pure ...　　古英語、中古英語、方言 ...
（Paul：Well, do you speak English?　　　　　　Paul：到底你會不會說英語？）
You know, I'm not sure!　　　　　　　其實我也說不出個所以然！
（正用腳趾寫字）The footnotes for my nineteenth book. This is my standard procedure for doing it. And while I compose it, I'm also reviewing it!
這是我第十九本書的草稿，按既定步驟才能把書寫好。
在我寫這本書的內容期間，我也正為這本書進行檢討！
If I spoke prose you'd all find out　　如我不押韻你們就會發現
I don't know what I talk about.　　　　　　　我沒有你們想的能言善辯。
（傑樂米獲救，Ringo: Jeremy! Can it be you?　　　　　　　　　　Ringo：傑樂米！真的是你嗎？）
Can it be me? I think you'd better inquire of the guard,　　你最好去向我的守衛打聽，
For when I was captured, they took all my cards.　　　　　　　　我被他們搶走我的身分證。
（與 Blue Meanies 首領戰鬥）Where ground is soft, most often grows/Arise, arise, arouse, arose! A... a rosy nose?　　柔軟的大地，充滿了生氣/長出來，長出來！一 ... 一個玫瑰鼻？
（與歸順了的Blue Meanies首領慶祝）YES! Ah "yes" is a word with a glorious ring! A true universal euphonious thing! Engenders! Embracing! And chasing of blues! The very best word for the whole world to use!!
是！"是"是個多麼好的字！它的聲音多麼悅耳！令人互相擁抱的事！最好的字莫過於此！！

## 另見
- 披頭四
- 黃色潛水艇 (電影)
- Nowhere Man
- Blue Meanies